# Regelstaaf

Regelstaven in een kernreactor

Een regelstaaf of regelelement is een staaf, gemaakt van een materiaal dat neutronen absorbeert, die dient om de nucleaire kettingreactie in een kernreactor te regelen.
Geschikte materialen voor regelstaven bevatten elementen die een grote werkzame doorsnede hebben voor de absorptie van neutronen zonder daarbij zelf uiteen te vallen. Veel toegepaste materialen voor deze neutronenvangst worden vaak in legeringen of verbindingen toegepast om de geschikte mechanische eigenschappen te verkrijgen, waaronder cadmium en boor.
De regelstaven vormen een van de mechanismen om de toestand van een kernreactor te reguleren. Wanneer de staven neergelaten zijn, is de reactie subkritisch en worden er te veel neutronen geabsorbeerd om een nucleaire kettingreactie te laten lopen. Wanneer de staven zijn uitgetrokken, kan de reactor kritisch worden en produceren de brandstofstaven warmte en neutronen. Bij de meeste reactortypen hangen de staven in de reactor en kunnen ze als een fouttolerant veiligheidssysteem werken. De regelstaven zijn doorgaans de belangrijkste schakel bij een noodstop of scram, wanneer de reactor snel moet worden uitgeschakeld. Ze worden bijvoorbeeld met een elektromagneet op hun plaats gehouden en vallen bij onvoorzien wegvallen van de stuurstroom automatisch in de reactor, waardoor deze subkritisch wordt en de nucleaire kettingreactie stopt. Bij bepaalde typen reactoren, zoals de kokendwaterreactor, steken de staven van onderen in de reactor en moeten ze actief in de reactorkern worden geduwd.
Het regelproces is in werkelijkheid gecompliceerder: het verloop van de reactie hangt ook van de temperatuur in de reactor af en van de aanwezigheid van bepaalde afvalstoffen van het splijtingsproces, die soms veel neutronen absorberen. De geproduceerde warmte is ook een belangrijke parameter. Wanneer bijvoorbeeld bij een noodstop veel van de regelstaven of alle in de reactor worden geduwd, stopt weliswaar de nucleaire kettingreactie vrijwel onmiddellijk omdat de reactor subkritisch wordt, maar de reactor blijft nog geruime tijd warmte produceren, die wel moet worden blijven afgevoerd. Gebeurt dat niet, dan kan een kernsmelting of meltdown optreden.
Het chemische element hafnium absorbeert neutronen goed en wordt vaak in legering voor reactoren met water als moderator en voor de koeling gebruikt. Het is sterk, kan gemakkelijk worden vervaardigd en is tegen corrosie in heet water bestand.